# 최춘국
최춘국(崔春國, 1914년 9월 6일 ~ 1950년 7월 30일)은 조선민주주의인민공화국의 군인이다. 한국 전쟁 참전하여 조선인민군 제12사단을 지휘하다 전사했다. 문헌에는 최충국(崔忠國)으로 표기되기도 한다. 빨치산파로 분류된다.

## 경력
1914년 함경북도 온성군에서 철도 노동자의 아들로 태어났다. 왕청 유격대에 입대했다. 1930년에는 김일성의 소개로 중국 공산당에 입당했다. 1932년에는 왕청 유격대 2중대 지도원으로 임명되었고 1936년에는 동북항일연군 제2군의 연속 지도원으로 임명되었다.
1937년 4월에는 제2군 독립여단 제1단장. 이후 제3방면군 제1단장, 경위여단 제3단 정치위원, 제13단 정치위원을 역임했다. 1940년 11월에는 일본군의 토벌을 피해 소련에 들어가 제88특별여단 제4대대 7중대 부중대장을 역임했다. 1945년 9월 조선으로 귀환하면서 함경북도 나남경비사령부의 책임자, 정치국원 등을 역임했다.
1950년 6월 한국 전쟁에 참전하였다. 7월 초에 조선인민군의 춘천 공략의 실수로 인해 제12사단장을 역임하고 있던 전우가 경질되고 후임으로 사단장으로 임명되었다. 1950년 7월 30일에 경상북도 안동에서 전투 도중에 지뢰를 건드려 전사했다. 제12사단은 나중에 안동최춘국제12보병사단으로 개칭되었다.